# Nicaragua en los Juegos Olímpicos de Barcelona 1992
Nicaragua estuvo representada en los Juegos Olímpicos de Barcelona 1992 por ocho deportistas, siete hombres y una mujer, que compitieron en seis deportes.
El portador de la bandera en la ceremonia de apertura fue el luchador Magdiel Gutiérrez. El equipo olímpico nicaragüense no obtuvo ninguna medalla en estos Juegos.